# لیتل هوتون، نورث‌همپتون‌شر
لیتل هوتون (به انگلیسی: Little Houghton) یک روستا و محله مدنی در بریتانیا است که در ساوت نورث‌همپتون‌شر واقع شده‌است. لیتل هوتون ۳۶۷ نفر جمعیت دارد.